# Manhole (película de 2014)
Manhole (hangul:맨홀) es un thriller surcoreano de 2014 dirigido por Shin Jae-young.

## Sinopsis
Un asesino en serie, Soo chul (Jung Kyung-ho), ha estado aterrorizando a un barrio de Seúl, y en el lapso de 6 meses, 10 personas han desaparecido sin dejar rastro. Él utiliza un pozo para atrapar a sus víctimas. Su última abducción es Soo-jung (Kim Sae-ron), de 14 años de edad, y su hermana mayor Yeon seo (Jung Yu-mi) está desesperada por encontrarla antes de que se acabe el tiempo.

## Reparto
- Jung Kyung-ho como Soo-chul.
  - Yoon Chan-young como Soo-chul de joven.
- Jung Yu-mi como Yeon-seo.
- Kim Sae-ron como Soo-jung.
- Choi Deok-moon como Kim Jong-ho, taxista.
- Jo Dal-hwan como Pil-gyu, policía.
- Lee Young-yoo como Kim Song-yi.
- Sung Yu-bin
- Kim Bin-woo como víctima.
- Seo Hyun-woo como Policía.
- Kim Mi-hee como Policía.
- Kim Gu-taek como Choi.